# Jean de La Haye
Jean Piquet, dit Jean de La Haye dit Piquet (né à une date inconnue au XIVe siècle, mort vers 1425), est un bourgeois de Paris, écuyer, capitaine, et financier français, actif pendant la guerre de Cent Ans et la guerre civile entre Armagnacs et Bourguignons. Conseiller du roi Charles VI, général des finances, et proche de la reine Isabeau de Bavière, il occupe des postes clés comme capitaine de Valognes (1401-1418) et de Cherbourg (1418), où il résiste aux Anglais. Fidèle aux Armagnacs et à la maison d’Orléans, il est critiqué pour ses richesses par l’Université de Paris en 1413, poursuivi par le dauphin et les Anglais en 1419, et voit ses biens confisqués. Après un exil en Bretagne, il meurt vers 1425. La seigneurie du Plessis-Piquet, devenue Le Plessis-Robinson, et la rue Pecquay à Paris portent son nom.

## Biographie
Jean Piquet, également connu sous le nom de Jean de La Haye dit Piquet, est le fils de Guillaume Piquet, seigneur d’Yvetot-Bocage, et de Perrette de La Haye, dame de La Haye-d’Ectot, fille de Renaud (ou Regnault) de La Haye et Jehanne Carbonnel (morte avant 1401). Il a une sœur, Colette Piquet, mariée à Jean Le Tellier, dont la descendance s’intègre aux familles Goyon-Matignon, Grimaldi de Monaco, et Colbert de Seignelay,.

### Début de carrière et acquisitions (1400-1401)
Le 1er mai 1400, Jean Piquet, familier de la cour de Charles VI, reçoit une houpelande de la livrée royale, signe de son intégration dans l’entourage du roi. En 1401, il consolide ses possessions foncières. Le 23 septembre 1401, sa tante maternelle, Isabelle de La Haye, lui vend sa part d’héritage dans les paroisses de Barneville, Esquetot, Cartrait, et ailleurs, pour 100 écus d’or. Le 14 juillet 1401, il acquiert de Guillaume Le Forestier les fiefs de sa femme Colette Piquet à Paris, achetés en 1395, pour 300 livres, avec des obligations de rentes envers le roi et le seigneur de Navarre. Il devient ainsi seigneur de La Haye-d’Ectot, baron de La Luthumière (à Brix), seigneur de La Boursidière, et plus tard du Plessis-Raoul.
Le 7 janvier 1401, il est nommé général conseiller sur le fait des aides de la guerre et capitaine du château de Valognes, avec des gages annuels de 400 livres tournois, supervisant des travaux de réfection,.

### Rôle financier et mariage (1405-1412)
Vers 1407, Jean Piquet épouse Jeanne Dupuis (vers 1366-1436), veuve de Nicolas Brûlart, qui apporte en dot sa maison rue de l’Averon à Paris et la seigneurie du Plessis-Raoul, renommée Plessis-Piquet (aujourd’hui Le Plessis-Robinson). En 1412, ils font construire une « maison de plaisir » au Plessis, servant aujourd’hui de mairie. Sa richesse lui permet de prêter 1 000 livres tournois au duc d’Orléans en 1405, remboursées le 30 août.
En 1406, il est chargé, avec le vidame de Laonnois, de la gestion des dépenses des hôtels du roi, de la reine Isabeau de Bavière, et du duc de Guyenne. En 1407, il intègre le Grand Conseil avec des gages de 1 000 livres parisis par an. En 1409, avec Jean Chanteprime, il gère les finances des aides pour la guerre. Sa proximité avec Isabeau, dont il administre les dépenses avec Pierre de Fontenay, renforce son influence mais attire des critiques. Le 17 décembre 1412, la reine lui octroie 300 livres pour l’achat d’une haquenée, en reconnaissance de ses services.

### Critiques et tensions (1413-1415)
Le 13 février 1413, lors des remontrances de l’Université de Paris aux États Généraux, Benoît Gentien et Eustache de Pavilly dénoncent Jean Piquet et Pierre de Fontenay pour leur enrichissement excessif, accusant leurs palais somptueux d’éclipser les maisons royales. Ils reprochent que les 450 000 francs annuels alloués aux dépenses royales ne suffisent plus, laissant les créanciers impayés.
En avril 1415, le duc de Guyenne, informé des grandes finances détenues par Jean Piquet, Michault Lailler, et Guillaume Languin, fait saisir leurs fonds à Paris pour les transférer à son hôtel, dans un contexte de tensions financières et politiques. En septembre 1415, Jean Piquet est chargé, avec Michel de Lailler et Regnier de Baullegny, de réunir des fonds pour une armée contre les Anglais à Harfleur. Une chronique attribue à son retard de paiement des troupes génoises la défaite des carraques génoises en 1417, contribuant à la perte de la Normandie,.

### Rôle militaire (1416-1418)
Du 20 juin 1416 au 5 juillet 1416, Isabeau de Bavière visite le Plessis-Piquet, où Jean Piquet lui offre des présents. Il fait nommer son parent Guillaume de La Haye comme confesseur de la reine. En 1416, il est chargé, avec Lailler et Baullegny, de collecter les impôts en Normandie.
En 1417-1418, Jean Piquet participe à la défense de Bayeux contre les Anglais, capitulant en avril 1418 avec d’autres capitaines comme Jean de Magneville et Guillaume de Champdivers, obtenant un sauf-conduit pour se retirer avec trois serviteurs et trois chevaux. En 1418, il est capitaine de Cherbourg, offrant une résistance notable aux Anglais sous Edmond Mortimer. Il capitule le 22 août 1418, obtenant des conditions favorables. Ses biens dans le Cotentin, dont La Luthumière, sont confisqués le 14 avril 1418 par Henri V d'Angleterre et donnés à Thomas Burgh de Clauricarde.

### Exil et fin de vie (1419-1425)
En 1419, poursuivi par le dauphin (futur Charles VII) et les Anglais, Jean Piquet et sa femme Jeanne Dupuis se réfugient en Bretagne. En 1421, ils s’enfuient d’Angers à La Rochelle, craignant une arrestation. Jean Piquet meurt vers 1425, sans enfants. Sa veuve obtient des lettres de rémission en 1426, lui permettant de revenir à Paris avec sa nièce. Ses biens, dont le Plessis-Piquet, sont redistribués au maréchal Jean de Villiers de L'Isle-Adam, Michel de la Tillaye, Jacquin Langlois, et Guillaume de Dangueil. Son hôtel rue Pecquay à Paris est attribué à Richard de Beauchamp, comte de Warwick. Les biens reviennent en 1451 à la famille Le Tellier via sa sœur Colette.

## Héritage
Jean Piquet incarne l’élite financière et militaire du début du XVe siècle, mais sa proximité avec Isabeau de Bavière et ses richesses suscitent des critiques, notamment de l’Université de Paris en 1413. Sa résistance à Cherbourg en 1418 est un fait d’armes notable, témoignant de sa fidélité aux Armagnacs malgré les pressions anglaises. Les chroniques, comme celles d’Enguerrand de Monstrelet et de Jean II Jouvenel des Ursins, documentent son rôle, bien que terni par les accusations de mauvaise gestion à Harfleur. La seigneurie du Plessis-Piquet, devenue Le Plessis-Robinson, le moulin de Piquet à Breuville, les foires des Piquettes à Rauville, et la rue Pecquay à Paris perpétuent son nom,.